# Jemima Yorke, 2. Marchioness Grey

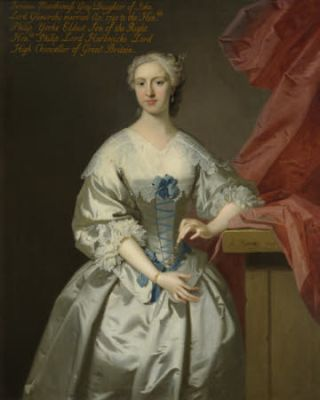
Jemima Yorke, 2. Marchioness Grey

Jemima Yorke, 2. Marchioness Grey (geborene Campbell, * 9. Oktober 1723; † 10. Januar 1797) war eine britische Peeress.

## Leben
Sie war die Tochter des John Campbell, 3. Earl of Breadalbane and Holland (1692–1782), aus dessen erster Ehe mit Lady Amabel Grey (1698–1727), älteste Tochter des Henry Grey, 1. Duke of Kent.
Am 22. Mai 1740 heiratete sie Philip Yorke, der 1764 von seinem Vater den Titel 2. Earl of Hardwicke erbte.
Beim Tod ihres Großvaters mütterlicherseits am 5. Juni 1740 erbte sie von ihm aufgrund einer besonderen Erbregelung den Titel als 2. Marchioness Grey, sowie den auch in weiblicher Linie erblichen Titel als 4. Baroness Lucas.
Als sie 1797 im Alter von 73 Jahren starb, erlosch ihr Marchionesstitel mangels männlicher Nachkommen. Ihr Baronesstitel fiel an ihre ältere Tochter Amabel, die 1816 auch zur Countess de Grey erhoben wurde.

## Nachkommen
Aus ihrer Ehe mit Philip Yorke, 2. Earl of Hardwicke, hatte sie zwei Töchter:
- Amabel Yorke, 1. Countess de Grey, 5. Baroness Lucas (1751–1833) ⚭ 1772 Alexander Hume-Campbell, 1. Baron Hume of Berwick;
- Lady Mary Jemima Yorke (1757–1830) ⚭ 1780 Thomas Robinson, 2. Baron Grantham.